# Lissos
|  | Si cercau la ciutat de Lissos de l'Epir, vegeu Lissus. Pel riu de Tràcia, vegeu riu Lissos. |

Lissos (grec antic: Λίσσος, llatí: Lissus) era una ciutat de la costa sud de Creta, situada entre Sia i Calàmida.
Lissos i Sia eren els ports d'Eliros, que va formar part de la Lliga de les Muntanyes juntament amb Pecilàs, Tarra i Hirtacina. Lissos sembla que era la sola ciutat de la costa que batia la seva pròpia moneda, segurament per mor de la seva importància comercial. Les monedes portaven imatges d'Àrtemis, o potser la nimfa Britomartis, i un dofí amb la inscripció ΛΙΣΊΩΝ 'dels de Lissos'. El Periple de Pseudo-Escílax parla de la importància del port. Era una seu episcopal en temps del geògraf Hièrocles, al segle vi.
Correspon a les restes que hi ha a l'església de Sant Quirze, vora la vila de Súgia, que té una capella que incorpora blocs de marbre antics. Les restes, no gaire lluny d'una platja de grava, també contenien terres de mosaic romans, i s'hi pot arribar caminant de Súgia, a uns 5km.